# Uggerhalne
Uggerhalne – miasto w Danii, w regionie Jutlandia Północna, w gminie Aalborg.